# Frank McKinney
Frank McKinney (n. 3 noiembrie 1938, Indiana, SUA – d. 11 septembrie 1992, Indiana, SUA) a fost un înotător ce a reprezentat Statele Unite ale Americii, medaliat olimpic. A participat la 2 ediții ale Jocurilor Olimpice (1956, 1960) în care a câștigat două medalii de aur, o medalie de argint și două medalii de bronz.